# Liste von Attentaten auf Exilkroaten (1945–1992)
Diese Liste von Attentaten auf Exilkroaten (1945–1992), ist eine Dokumentation von Attentaten auf Personen der kroatischen Emigration, die meist politisch und/oder publizistisch und teils militant gegen das von 1945 bis 1992 existierende kommunistische bzw. sozialistische Jugoslawien tätig waren. Die Attentate werden daher mutmaßlich oder bewiesen Auftragsmördern des jugoslawischen Sicherheitsapparats, d. h. größtenteils der Geheimpolizei UDB bzw. SDB, zugerechnet. Die jugoslawischen Behörden sahen in den Opfern meist Angehörige von Organisationen der sogenannten „kroatischen feindlichen Emigration“ (serbokroatisch Hrvatska neprijateljska emigracija, kurz HNE). Vom serbischen Geheimdienst BIA wird jede Verbindung des jugoslawischen Geheimdienstes mit den zahlreichen Liquidationskommandos und eine direkte Befehlsgabe durch Tito bis heute bestritten und eine Einsicht in die Akten verweigert. Hierdurch ist eine weitergehende Aufklärung nicht möglich; auch zu Auftragstötungen von Personen die für serbische und andere Exilorganisationen tätig waren (vgl. Liste der gegen das sozialistische Jugoslawien gerichteten Exilorganisationen).

## Attentate

### Morde
Die vom Parlament der Republik Kroatien eingesetzte Staatliche Kommission zur Identifizierung der Kriegs- und Nachkriegsopfer zählt in ihrer 1999 erstellten Liste der „Nachkriegsopfer des Staatsterrorismus der SFRJ im Ausland“ 68 Morde. 2008 verwies ein Sachverständiger im Mordfall Đureković auf Angaben, nach denen von 1945 bis 1989 insgesamt 67 politische Morde an Kroaten verübt worden seien. 22 davon in der Bundesrepublik Deutschland in den Jahren 1970 bis 1989, für die vermutlich der jugoslawische Sicherheitsapparat verantwortlich sei. In erster Linie ging es den jugoslawischen Staatssicherheitsdiensten um die Ausschaltung von Terroristen.
| Opfer                | Geburtsdatum  | Attentatsdatum | Sterbedatum   | Ort                                      | Verdächtiger/ Täter               | Bemerkungen |
| -------------------- | ------------- | -------------- | ------------- | ---------------------------------------- | --------------------------------- | --- |
| Josef Krpan          | um 1917       | 30. Juni 1945  | 30. Juni 1945 | Bleiburg, Österreich                     |                                   | Krpan, ein ehemaliges Mitglied der Ustascha, der am Hof Pistotnig in Bleiburg beschäftigt war, wurde während der Erntearbeit Opfer eines jugoslawischen Tötungskommandos. Der 28-jährige wird von zwei mit Maschinenpistolen bewaffneten jugoslawischen Soldaten erschossen. Bestattet wird er auf dem Pfarrfriedhof in Einersdorf/Nonča vas bei Bleiburg. |
| Ivan Protulipac      | 4. Juni 1899  | 31. Jan. 1946  |               | Triest, Italien                          | Gino Benčić                       | Das Opfer war katholischer Aktivist, Mitstreiter von Ivan Merz (1896–1928) und Gründer und Führer der katholischen Laienorganisation Križari („Die Kreuzritter“). Er wurde in der Via Scipio Slataper in Triest auf Veranlassung des jugoslawischen Geheimdienstes von Gino Benčić ermordet. Die sterblichen Überreste von Protulipac wurden 1994 auf den Mirogoj-Friedhof umgebettet. |
| Ilija Abramović      |               | 1948           | 1948          | Klagenfurt, Österreich                   |                                   | |
| Dinka Domančinović   | 1957          | 16. Juli 1960  | 17. Juli 1960 | Buenos Aires, Argentinien                |                                   | Das dreijährige Opfer starb bei einem Bombenattentat auf ein kroatisches Vereinsheim an den Folgen der Verletzungen, die es durch einen Splitter am Kopf erlitt. Nachdem der Sprengsatz gegen 22 Uhr platziert wurde, flüchteten zwei unbekannte Personen mit einem Pkw, der während der Tatausführung in einer Nebenstraße auf sie wartete. Auch der achtzigjährige David Martinez kam dabei ums Leben. Zudem wurden siebzehn bis 20 weitere Personen, meist zwischen neun und 33 Jahren, verletzt. |
| Mate Miličević       |               | 1966           |               | Kanada                                   |                                   | |
| Marijan Šimundić     | 4. Aug. 1938  | 13. Sep. 1967  | 13. Sep. 1967 | Stuttgart-Weilimdorf                     | Josip Cvitanović                  | Das Opfer war Gastwirt der Gaststätte „Juliška“ in der Silberburgstraße in Stuttgart und Mitglied der Kroatischen Revolutionären Bruderschaft. Auf einem Feldweg etwa 100 m von der Bundesstraße 295 wurde es mit fünf Schüssen ermordet. Der Täter entkam mit der Mittäterin Brunhilde Coblenz (* 1931, Deckname Doris Andres) nach Jugoslawien. Ein Auslieferungsgesuch der deutschen Behörden an Jugoslawien wurde abgelehnt, mit der Begründung Coblenz habe die jugoslawische Staatsbürgerschaft angenommen. Der Täter Cvitanović verstarb 1983 oder 1984 im Alter von 56 Jahren in Split. Die Mittäterin kehrte am 10. Dezember 1983 aus Jugoslawien nach Deutschland zurück und wurde noch am Flughafen Stuttgart verhaftet. Im Oktober 1984 begann der Prozess gegen Coblenz und am 28. Januar 1985 wurde sie wegen Beihilfe zum Mord vom Landgericht Stuttgart zu neun Jahren Haft verurteilt, da sie dem Mörder bei der Tat als „Lockvogel“ gedient hatte. |
| Jozo Jelić           |               | 1967           |               | Friedrichshafen, West-Deutschland        |                                   | |
| Mile Jelić           |               | 3. Mai 1967    | 3. Mai 1967   | bei Aachen                               | Grgo Čengić                       | Das Opfer wurde im Alter von 38 Jahren zusammen mit Petar Tominac erschossen. Der Täter entkam in sein Heimatdorf Sasina bei Sanski Most (Bosnien) und wurde später wegen eines weiteren Mordes verhaftet und verurteilt. |
| Petar Tominac        |               | 3. Mai 1967    | 3. Mai 1967   | bei Aachen                               | Grgo Čengić                       | Das Opfer wurde im Alter von 28 Jahren zusammen mit Mile Jelić erschossen. Der Täter entkam in sein Heimatdorf Sasina bei Sanski Most (Bosnien) und wurde später wegen eines weiteren Mordes verhaftet und verurteilt. |
| Vlado Murat          |               | 1967           | 1967          | West-Deutschland                         |                                   | |
| Anđelko Pernar       |               | 1967           | 1967          | West-Deutschland                         |                                   | |
| Hrvoje Ursa          | 16. Sep. 1938 | 27. Sep. 1968  | 27. Sep. 1968 | Hutzdorf, West-Deutschland               | Milan Vukoja                      | Das Opfer war Mitglied der Kroatischen Befreiungsbewegung (HOP). Ursas Leiche wurde am 30. September 1968 aus der Fulda geborgen. |
| Đuro Kokić           |               | 1968           | 1968          | Huchenfeld (Pforzheim), West-Deutschland |                                   | |
| Mile Rukavina        | 2. Aug. 1910  | 26. Okt. 1968  | 26. Okt. 1968 | München, West-Deutschland                |                                   | |
| Krešimir Tolj        | 25. Jan. 1938 | 26. Okt. 1968  | 26. Okt. 1968 | München, West-Deutschland                |                                   | |
| Vid Maričić          | 3. Aug. 1946  | 26. Okt. 1968  | 26. Okt. 1968 | München, West-Deutschland                |                                   | |
| Ante Znaor           | 16. Nov. 1937 | 17. Aug. 1968  | 17. Aug. 1968 | Triest, Italien                          |                                   | |
| Josip Krtalić        | 26. Sep. 1942 | 17. Aug. 1968  | 17. Aug. 1968 | Triest, Italien                          |                                   | |
| Nedjeljko Mrkonjić   |               | 1968           | 1968          | Paris, Frankreich                        |                                   | Die massakrierte Leiche des Opfers wurde am 6. April 1968 auf einer Müllkippe in der Nähe von Paris gefunden. |
| Pere Čović           |               | 1968           | 1968          | Australien                               |                                   | |
| Mirko Čurić          | 5. März 1932  | 9. Apr. 1969   | 9. Apr. 1969  | München, West-Deutschland                |                                   | Das Opfer war Gastwirt und wurde vor seiner Gaststätte von einer Bombe zerrissen, die in einer Plastiktüte versteckt war. |
| Nahid Kulenović      | 5. Juli 1929  | 30. Juni 1969  | 30. Juni 1969 | München, West-Deutschland                | Ivo Galić                         | Kulenović wurde in seiner Wohnung erschlagen. Der Täter flüchtete nach Jugoslawien. Das Auslieferungsgesuch der deutschen Behörden wurde von den jugoslawischen Behörde mit der Begründung abgelehnt, es handele sich „um einen politischen Anschlag“. |
| Vjekoslav Luburić    | 6. März 1914  | 20. Apr. 1969  | 20. Apr. 1969 | Carcaixent, Spanien                      |                                   | |
| Mijo Lijić           |               | 1970           | 1970          | Schweden                                 |                                   | |
| Mirko Šimić          |               | 1971           | 1971          | West-Berlin, West-Deutschland            |                                   | |
| Ivo Bogdan           | 30. Sep. 1907 | 18. Aug. 1971  | 18. Aug. 1971 | Buenos Aires, Argentinien                |                                   | Das Opfer war Mitglied der Ustascha und Funktionär des Unabhängigen Staates Kroatien sowie Publizist und Autor von Schriften, unter anderem über das sogenannte Massaker von Bleiburg. |
| Maksim Krstulović    |               | 1971           | 1971          | Vereinigtes Königreich                   |                                   | |
| Drago Mihalić        |               | 1972           | 1972          | West-Deutschland                         |                                   | |
| Josip Senić          | 18. März 1936 | 9. März 1972   | 9. März 1972  | Wiesloch, West-Deutschland               |                                   | Das Opfer war laut Vermerk des Bundeskriminalamts (BKA) ein „maßgeblicher Führer“ der Kroatischen Revolutionären Bruderschaft. Senić hatte sich unter dem Namen „Hermann Schick“ in der Wieslocher Pension Klosterschänke angemeldet. Er wurde im Fremdenzimmer Nr. 8 im Schlaf überrascht und mit zwei Genickschüssen getötet. Die Polizei entdeckte eine Pistole der Marke Astra, Kaliber 7,65 Millimeter, sowie drei Reisepässe mit verschiedenen Namen. Laut BKA handelte es sich offenbar „um einen bedeutenden politischen Mord“. |
| Branimir Jelić       | 28. Feb. 1905 | 31. Mai 1972   | 31. Mai 1972  | West-Berlin, West-Deutschland            |                                   | |
| Stjepan Ševo         | 10. Dez. 1936 | 24. Aug. 1972  | 24. Aug. 1972 | San Donà di Piave, Italien               | Vinko Sindičić (mutmaßlich)       | Das Opfer lebte in Stuttgart und wurde mit seiner Familie während eines Urlaubs erschossen. Eine halbe Stunde vor den Schüssen wurde Vinko Sindičić im Auto der Familie gesehen. Der zuständige Chef der Kriminalpolizei von Venedig wies die jugoslawischen Behörden darauf hin, die eine Vernehmung verweigerten. |
| Tatjana Ševo         | 4. Apr. 1946  | 24. Aug. 1972  | 24. Aug. 1972 | San Donà di Piave, Italien               | Vinko Sindičić (mutmaßlich)       | Geborene Bahorić. Siehe Bemerkungen bei Stjepan Ševo. |
| Rosemarie Bahorić    | 27. Apr. 1963 | 24. Aug. 1972  | 24. Aug. 1972 | San Donà di Piave, Italien               | Vinko Sindičić (mutmaßlich)       | Siehe Bemerkungen bei Stjepan Ševo. |
| Josip Buljan-Mikulić |               | 14. Sep. 1973  | 14. Sep. 1973 | Kornwestheim, West-Deutschland           |                                   | |
| Mato Jozak           | 23. Apr. 1940 | 27. Nov. 1974  | 27. Nov. 1974 | Neuss, Deutschland                       | Ejub Dizdarević                   | Am 15. März 1975 wurde die Leiche des Mato Jozak von einem Kapitän eines rheinaufwärts fahrenden Schiffes entdeckt, da sie sich im Ankergeschirr verfangen hatte. In Höhe des Kilometers 710 am Rheinufer bei Köln-Worringen wurde die Leiche geborgen. Hände und Füße waren gefesselt und der Schädel wies einen Schusskanal auf. Nach Ermittlungen der Polizei wurde Jozak am 27. November 1974 in der Gaststätte „Industrieschranke“ in Neuss zuletzt lebend gesehen. Dringend tatverdächtig sind der Gastwirt Ejub Dizdarević und dessen Freund Kajić. In seinem Abschlussbericht äußert der Oberstaatsanwalt, dass der Verdacht naheliegt, dass die Täter Kontakt zu staatlichen jugoslawischen Stellen hatten und Jozak aufgrund seiner politischen Einstellung und Tätigkeit getötet wurde. Jozak wurde 1940 bei Travnik geboren und emigrierte 1967 nach Australien, wo er die australische Staatsangehörigkeit erwarb. 1973 ging er nach Europa und lebte dann in Düsseldorf. Er verteilte Flugblätter kroatischer Emigrantenvereinigungen und versuchte andere von deren politischen Einstellungen zu überzeugen. Der mutmaßliche Täter Ejub Dizdarević floh am 22. Dezember 1974 nach Jugoslawien und ließ sich in Bihać nieder, wo ihn der Geheimdienst mit der Position des Direktors des Restaurants „Sunce“ am Fluss Una belohnt haben soll. Dizdarević wurde in Bihać als Mitarbeiter der UDBA unter dem Pseudonym Luna registriert. |
| Ilija Vučić          | 18. Apr. 1930 | 6. Juni 1975   | 11. Juni 1975 | Stuttgart, Deutschland                   |                                   | Das Opfer war 1962 an dem Anschlag auf die jugoslawische Mission in Bonn-Mehlem beteiligt. Vučić wurde beim Verlassen seiner Wohnung mit drei Schüssen niedergestreckt und erlag fünf Tage später seinen schweren Verletzungen. |
| Ivica Milošević      |               | 3. Juli 1975   | 3. Juli 1975  | West-Deutschland                         |                                   | |
| Nikola Martinović    |               | 1975           | 1975          | Österreich                               |                                   | |
| Matko Bradarić       |               | 1975           | 1975          | Belgien                                  |                                   | |
| Vinko Eljuga         |               | 1975           | 1975          | Dänemark                                 |                                   | |
| Nikola Penava        |               | 1975           | 1975          | West-Deutschland                         |                                   | |
| Stipe Mikulić        | 23. Sep. 1941 | 15. Dez. 1975  | 15. Dez. 1975 | Falkenberg, Schweden                     | Irfan Kuburaš (mutmaßlich)        | Das Opfer war Funktionär der Kroatischen Volkswiderstands (HNO). |
| Ivan Tuksor          | 4. Dez. 1933  | 28. Aug. 1976  | 28. Aug. 1976 | Nizza, Frankreich                        |                                   | Das Opfer hatte 1957 politisches Asyl in Frankreich erhalten und war bis 1974 leitender Funktionär der Vereinigten Kroaten in Frankreich. Er starb am Steuer seines Wagens, als ein Sprengkörper explodierte. |
| Ivan Vučić           |               | 10. Juni 1977  | 10. Juni 1977 | Saarbrücken, West-Deutschland            |                                   | |
| Jozo Oreč            | 12. März 1937 | 1977           | 1977          | bei Vereeniging, Südafrika               |                                   | |
| Bruno Bušić          | 6. Okt. 1939  | 16. Okt. 1978  | 16. Okt. 1978 | Paris, Frankreich                        |                                   | |
| Križan Brkić         |               | 1978           | 1978          | Vereinigte Staaten                       |                                   | |
| Jozo (Josip) Miloš   | 5. Sep. 1948  | 18. Apr. 1979  | 18. Apr. 1979 | West-Deutschland                         | Tomislav Mičić und Branko Bradvic | Die Leiche des 30-jährigen wurde gegen 7:05 Uhr in einem Wald bei Kerpen, an der Autobahn Köln – Aachen, von einem Frühsportler gefunden. Er wurde durch zwei Schüsse in Kopf und Herz getötet. Die Polizei vermutet einen politischen Mord und gibt den Fall an den Generalbundesanwalt ab. Miloš wurde in Grude in der Herzegowina geboren. 1964 verlässt er Jugoslawien, geht 1968 zur französischen Fremdenlegion und wird in Afrika eingesetzt. Miloš soll Mitglied der Kroatischen Revolutionären Bruderschaft gewesen sein. 1972 beteiligte er sich an einem Anschlag auf das jugoslawische Konsulat in Stuttgart, wofür er eine mehrjährige Haftstrafe absitzt. Er war mit Bruno Bušić vertraut und stand in Exilkreisen unter Verdacht ihn ermordet zu haben. |
| Marijan Rudela       |               | 1979           | 1979          | Vereinigte Staaten                       |                                   | |
| Zvonko Štimac        |               | 1979           | 1979          | Vereinigte Staaten                       |                                   | |
| Goran Šećer          |               | 1979           | 1979          | Kanada                                   |                                   | |
| Cvitko Cicvarić      |               | 1979           | 1979          | Kanada                                   |                                   | |
| Nikola Miličević     | 10. Okt. 1937 | 13. Jan. 1980  | 13. Jan. 1980 | Frankfurt am Main, West-Deutschland      |                                   | Das Opfer war ein Gründer der Vereinigten Kroaten Deutschlands (UHNj). Miličević wurde am Frankfurter Mainufer im eigenen Auto mit drei Schüssen getötet. Die Tatwaffe stammte aus Ungarn (Prüfung durch das Beschussamt in Budapest) und ging vermutlich von dort nach Jugoslawien. |
| Mirko Desker         |               | 1980           | 1980          | West-Deutschland                         |                                   | |
| Antun Kostić         | 26. Sep. 1943 | 9. Okt. 1981   | 9. Okt. 1981  | München, West-Deutschland                |                                   | Kostić wurde auf dem Weg zu seinem Arbeitsplatz als Lagermeister mit drei Schüssen aus einer Pistole mit Schalldämpfer getötet. Er verstarb auf dem Weg ins Krankenhaus und hinterließ eine Ehefrau und zwei minderjährige Töchter. Sein Grab befindet sich auf dem Münchener Waldfriedhof. Kostić war ehemals aktiv im Kroatischen Nationalkomitee (HNO). |
| Mate Kolić           |               | 19. Okt. 1981  | 19. Okt. 1981 | Frankreich                               |                                   | |
| Petar Bilandžić      |               | 1981           | 1981          | West-Deutschland                         |                                   | |
| Ivan Jurišić         |               | 1981           | 1981          | West-Deutschland                         |                                   | |
| Mladen Jurišić       |               | 1981           | 1981          | West-Deutschland                         |                                   | |
| Stanko Nižić         | 24. Feb. 1951 | 24. Aug. 1981  | 24. Aug. 1981 | Zürich, Schweiz                          |                                   | Das 30-jährige Opfer wurde an seinem Arbeitsplatz, dem Hotel Kindli, erschossen. Die sterblichen Überreste wurden 1999 auf dem Dietiker Friedhof Guggenbühl exhumiert und auf Kosten des kroatischen Generalkonsulats nach Kroatien überführt. |
| Ivo Furlić           |               | 1981           | 1981          | West-Deutschland                         |                                   | |
| Đuro Zagajski        | 2. Okt. 1939  | 26. März 1983  | 26. März 1983 | München, West-Deutschland                |                                   | Zagajski war von Beruf Goldschmied und führendes Mitglied des Hrvatski revolucionarni pokret (Kroatische Revolutionäre Bewegung), kurz HRP. Das Opfer wurde im Fasangarten erschlagen aufgefunden. |
| Franjo Mikulić       |               | 1983           | 1983          | West-Deutschland                         |                                   | |
| Milan Župan          |               | 1983           | 1983          | West-Deutschland                         |                                   | |
| Stjepan Đureković    | 8. Aug. 1926  | 28. Juli 1983  | 28. Juli 1983 | Wolfratshausen, West-Deutschland         |                                   | Mit einem Nachschlüssel gelangten vermutlich drei nicht eindeutig identifizierte Attentäter unbemerkt in die Garage an der Sauerlacher Straße in Wolfratshausen, wo sie Đureković auflauerten und mit sechs Pistolenschüssen in Rücken und Arme sowie einem Beilhieb in den Kopf töteten. |
| Slavko Logarić       |               | 1984           | 1984          | West-Deutschland                         |                                   | |
| Franjo Mašić         |               | 1986           | 1986          | Vereinigte Staaten                       |                                   | |
| Damir Đureković      |               | 1987           | 1987          | Kanada                                   |                                   | Sohn des Stjepan Đureković. |
| Ante Đapić           |               | 1989           | 1989          | West-Deutschland                         |                                   | |

### Mordversuche
Es sind 23 versuchte politische Morde bekannt, die teils auf einzelne Personen wiederholt verübt wurden.
| Opfer                             | Geburtsdatum  | Attentatsdatum | Sterbedatum   | Ort                                           | Verdächtiger/ Täter                                                                                     | Bemerkungen |
| --------------------------------- | ------------- | -------------- | ------------- | --------------------------------------------- | --- | --- |
| Mate Frković                      | 31. Dez. 1901 | 1948           |               | Österreich                                    | | Das Opfer war Mitglied der Ustascha, Funktionär bzw. zuletzt Innenminister (1944–1945) des Unabhängigen Staates Kroatien. Er gründete 1950 gemeinsam mit Branimir Jelić und anderen das Kroatische Nationalkomitee (HNO). |
| Ante Pavelić                      | 14. Juli 1889 | 10. Apr. 1957  | 28. Dez. 1959 | Lomas del Palomar, Argentinien                | Blagoje Jovović                                                                                         | Das Opfer verstarb an den Spätfolgen des Attentats in Madrid. |
| Branimir Jelić                    | 28. Feb. 1905 | 1957           |               | West-Deutschland                              | | 1. Attentat. |
| Berislav Đuro Deželić und Familie |               | 1965           |               | West-Deutschland                              | | |
| Ante Vukić                        |               | 22. Okt. 1968  |               | Düsseldorf, West-Deutschland                  | | Das Opfer war Führer der Vereinigten Kroaten Deutschlands (UHNj) und entging in seinem Auto einem Chemiewaffenanschlag. Seine Frau, sein achtjähriger Sohn und eine Freundin der Familie wurden verletzt. Das Opfer verstarb nach dem Kroatienkrieg in Zadar. |
| Mirko Grabovac                    |               | 23. Aug. 1969  |               | Frankfurt am Main                             | | Ein Täter gab vier Schüsse auf Grabovac ab, der knapp mit dem Leben davonkam. |
| Branimir Jelić                    | 28. Feb. 1905 | 10. Sep. 1970  |               | West-Berlin                                   | | 2. Attentat. Als das Opfer am frühen Morgen seine Wohnung verließ, um sich zu seiner Zahnarztpraxis in der Uhlandstraße 141 zu begeben, explodierte ein Sprengsatz auf dem Gehweg. Da er nicht vollständig explodierte, wurde das Opfer nur leicht verletzt. |
| Vlado Damjanović                  |               | 1970           |               | West-Deutschland                              | | |
| Branimir Jelić                    | 28. Feb. 1905 | 5. Mai 1971    |               | West-Berlin                                   | | 3. Attentat. Kurz nach acht Uhr morgens explodierte erneut ein eingegrabener Sprengsatz im Gehweg vor dem Eingang der Zahnarztpraxis des Opfers. Jelić erlitt schwere Verletzungen an den Beinen und an der linken Schulter und musste lange im Krankenhaus behandelt werden. |
| Gojko Bošnjak                     |               | 1972           |               | Karlsruhe                                     | | 1. Attentat: Ende 1972 explodierte vor der Gaststätte des Gastwirts Gojko Bošnjak ein Sprengsatz. |
| Nikola Vidović                    |               | 1973           |               | Frankreich                                    | | 1. Attentat |
| Dane Šarac                        |               | 1973           |               | West-Deutschland                              | | 1. Attentat |
| Gojko Bošnjak                     |               | 1973           |               | West-Deutschland                              | Vlado Mišić                                                                                             | 2. Attentat: Fast genau ein Jahr nach dem 1. Attentat verübte Vlado Mišić mit einer Schusswaffe ein Attentat auf den Gastwirt Bošnjak, der den Täter überwältigen konnte. Mišić wurde am 11. Mai 1974 zu zehn Jahren Freiheitsentzug verurteilt. Der Staatsanwalt sprach von einer Mitwirkung des jugoslawischen Geheimdienstes. |
| Dane Šarac                        |               | 1974           |               | Frankreich                                    | | 2. Attentat |
| Stipe Bilandžić                   |               | 30. Okt. 1975  |               | Köln, West-Deutschland                        | | 1. Attentat |
| Stipe Bilandžić                   |               | 1977           |               | West-Deutschland                              | | 2. Attentat |
| Franjo Goreta                     | um 1941       | 13. Dez. 1980  |               | Saarbrücken, West-Deutschland                 | Dragan Barač (Auftraggeber) und die zwei deutschen ausführenden Täter Adam Lapčević und Friedrich Huber | Das Opfer hatte im August 1966 im Stuttgarter Hofbräukeller den jugoslawischen Vizekonsul Sava Milovanović erschossen, weil dieser von ihm die Ermordung führender Mitglieder einer kroatischen Emigrantenorganisation verlangt hatte. Dafür wurde er zu acht Jahren Haft verurteilt. Nach seiner Entlassung aus dem Gefängnis wurde er von zwei Attentätern aufgesucht. Als diese ihre Hände in die Manteltasche schoben, erkannte Goreta die Gefahr und rannte ins Schlafzimmer. Er warf sich aufs Bett, riss seine Pistole unter dem Kopfkissen hervor und feuerte, aus der Drehung und durch die Milchglasscheibe der Tür. Die Angreifer flüchteten, einer von ihnen wird durch einen Lungenschuss verletzt. Da die Verletzung behandelt werden musste, wurden beide deutschen Attentäter gefasst. Auftraggeber war Dragan Barač gewesen, der die Mordprämie von einer Million Jugoslawische Dinar (damals knapp 100.000 Deutsche Mark) mit ihnen teilen wollte. Im Gerichtsprozess räumte Barač ein, mit gefälschten Papieren und Freiflugschein im Dienst des SDB zwischen Jugoslawien und der Bundesrepublik hin- und hergependelt zu sein und die Anweisung zur Liquidierung Goretas von einem Vizeminister für innere Angelegenheiten der Sozialistischen Republik Kroatien erhalten zu haben. Das Saarbrücker Schwurgericht verurteilte Barač und dessen Mittäter im Juli 1981 zu Freiheitsstrafen zwischen 8 und 14 Jahren. In seiner schriftlichen Urteilsbegründung schrieb der Vorsitzende Franz Priester: „Schließlich waren die verhängten Strafen auch unter generalpräventiven Gesichtspunkten erforderlich, um in aller Deutlichkeit klarzustellen, daß es nicht hingenommen werden kann, wenn auf dem Boden unseres Staates ausländische Killeraufträge ausgeführt werden und innerstaatliche Probleme eines anderen Landes in unserem Land mit Mord gelöst werden sollen.“ |
| Luka Kraljević                    |               | 20. Aug. 1982  |               | Untertürkheim                                 | | 1. Attentat: Mit Schusswaffe. |
| Luka Kraljević                    |               | 3. Dez. 1983   |               | Augsburg                                      | | 2. Attentat: Wieder mit einer Schusswaffe. Eine Kugel blieb im Kopf des Opfers stecken, das dadurch sein Augenlicht verlor. |
| Danica Glavaš                     |               | 1986           |               | Vereinigte Staaten                            | | |
| Ante Tokić                        |               | 1988           |               | Australien                                    | | |
| Tomislav Naletelić                |               | 1988           |               | West-Deutschland                              | | |
| Nikola Štedul                     | 2. Dez. 1937  | 20. Okt. 1988  |               | Kirkcaldy, Schottland, Vereinigtes Königreich | Vinko Sindičić                                                                                          | Štedul war Präsident des Hrvatski državotvorni pokret (Kroatische staatsbildende Bewegung), HDP. Sindičić gab vier Schüsse auf Štedul ab, der am frühen Morgen mit seinem Hund unterwegs war. Der Täter wurde am Flughafen Heathrow festgenommen. Er war Mitte Oktober mit einem Schweizer Pass eingereist. Es fanden sich Schmauchspuren auf der Haut des Täters. Sindičić wurde in einem elftägigen Gerichtsverfahren wegen versuchtem Mord zu 15 Jahren Freiheitsentzug verurteilt. |

### Vermisste Personen
| Opfer             | Geburtsdatum | Attentatsdatum | Sterbedatum | Ort         | Täter     | Bemerkungen |
| ----------------- | ------------ | -------------- | ----------- | ----------- | --------- | ----------- |
| Zlatko Milković   |              | 1949           |             | Deutschland | unbekannt |             |
| Zvonimir Kučar    |              | 1963           |             | Frankreich  | unbekannt |             |
| Geza Pašti        |              | 1965           |             | Frankreich  | unbekannt |             |
| Stjepan Crnogorac |              | 1972           |             | Österreich  | unbekannt |             |